# Desmodontinae
Sous-famille
Il existe seulement trois espèces de chauves-souris vampires : le vampire commun (Desmodus rotundus), le vampire à pattes velues (Diphylla ecaudata) et le vampire à ailes blanches (Diaemus youngi). Ces trois espèces sont originaires des zones tropicales du continent américain, principalement du Mexique, du Chili, du Brésil et de l'Argentine. Contrairement à la croyance populaire, ces chauves-souris s'attaquent rarement à l'Homme : elles peuvent occasionnellement se nourrir de sang humain en raison de la fragmentation et de la perte de leur habitat, ou de l'absence de leurs proies habituelles. Elles se nourrissent aussi de petits insectes comme les moustiques .

## Découverte
L'existence des chauve-souris vampire a été confirmée dès le XVIIe siècle,.
En 1701, un dictionnaire continue de dire que ces chauves-souris sucent le sang des hommes la nuit, s'attachant au premier membre qu'elles trouvent découvert.

En 1770, Philippe Serane leur attribue la dénomination de Vampire. 

« En voyageant dans cette partie, de l'Amérique, garantissez - vous des Vampires, espèce de Chauves-souris, sang-sues adroites, qui sucent le sang des hommes & des animaux endormis, qu'ils rafraîchissent malicieusement en battant l'air de leurs ailes. »

— Philippe Serane.

## Description
Les trois espèces sont très différentes les unes des autres et c'est la raison pour laquelle elles ont été placées dans trois genres différents. Ces trois genres ont été initialement regroupés dans la famille des Desmodontidae, mais leur ressemblance avec d'autres chauves-souris de la famille de Phyllostomidae ont conduit la taxinomie moderne à envisager les Desmodontidae comme une sous-famille des Phyllostomidae. Le fait qu'il n'existe que trois espèces de chauves-souris vampires toutes regroupées dans une même région laisse à penser que l'évolution conduisant à une chauve-souris hématophage ne s'est produite qu'une seule fois et que les trois espèces doivent avoir un ancêtre commun.
Contrairement aux chauves-souris frugivores, les vampires ont un museau court et conique, muni de capteur infrarouge. Il semble que cette fonctionnalité soit identique à celle trouvée chez certains serpents.
Elles possèdent de petites oreilles et une courte queue. Leurs incisives sont spécialement conçues pour découper la chair et leurs molaires sont moins développées que chez leurs sœurs frugivores. Le système digestif est aussi adapté à leur régime liquide. La salive de ces chauves-souris contient une substance, la draculine, qui possède un pouvoir anticoagulant. Contrairement à la croyance populaire, le vampire lape le sang plutôt qu'il ne le suce. 
Les chauves-souris vampires sont des animaux nocturnes.  Le vampire commun se nourrit plutôt du sang des mammifères tandis que le vampire à pattes velues et le  vampire à ailes blanches se nourrissent du sang des oiseaux. Lorsque la chauve-souris a repéré une proie (un animal endormi), elle atterrit et s'approche par le sol. De récentes études montrent qu'elle peut alors atteindre une vitesse de 1,2 mètre par seconde. Ses capteurs infrarouges lui serviraient à repérer ses proies.
Le régime de la chauve-souris vampire a nécessité quelques adaptations anatomiques. Puisque les proies sont rares et qu'il lui faut souvent plusieurs heures pour en trouver une, la chauve-souris vampire peut avaler une énorme quantité de sang. Cependant, cette quantité importante pourrait l'empêcher de redécoller. Le système urinaire de la chauve-souris peut alors compenser cet excès de poids en lâchant une quantité d'urine à forte proportion d'eau. Un autre problème se pose alors au moment de la digestion. La grande quantité de protéines ingurgitées augmente de manière importante l'urée que le système urinaire de la chauve-souris doit évacuer sous forme d'une urine très concentrée en urée.
Les chauves-souris vampires vivent en général dans des endroits très sombres comme les grottes ou les caves. Les colonies peuvent atteindre jusqu'à mille individus. Elles peuvent nicher avec d'autres espèces de chauves-souris. Elles ont besoin de sang au moins une fois tous les quelques jours. Si l'une d'entre elles n'arrive pas à s'approvisionner, elle s'approchera d'une consœur et lui quémandera du sang. Cet échange, sous forme de bouche-à-bouche, ressemble à un long baiser. 
La chauve-souris vampire est un vecteur important de la rage qui, outre son danger pour l'homme, est responsable de la mort de plusieurs milliers d'animaux de ferme dans l'Amérique tropicale et subtropicale.

## Référence cinématographique et culturelle
Jean Painlevé a réalisé entre 1939 et 1945 un film documentaire sur cette chauve-souris, nommé Le Vampire. Le terme vernaculaire de « vampires », d'origine slave, date du XVIIIe siècle et provient des croyances populaires au sujet des morts-vivants.

## Genres
Selon Mammal Species of the World (version 3, 2005)  (11 janvier 2016), cette sous-famille comprend trois espèces, chacune dans un genre différent :
- Desmodus Wied-Neuwied, 1826
  - Desmodus rotundus E. Geoffroy, 1810  -- vampire commun
- Diaemus Miller, 1906 
  - Diaemus youngi Jentink, 1893 -- vampire à ailes blanches
- Diphylla Spix, 1823
  - Diphylla ecaudata Spix, 1823 --  vampire à pattes velues